# An der Mühle 16 (Korschenbroich)

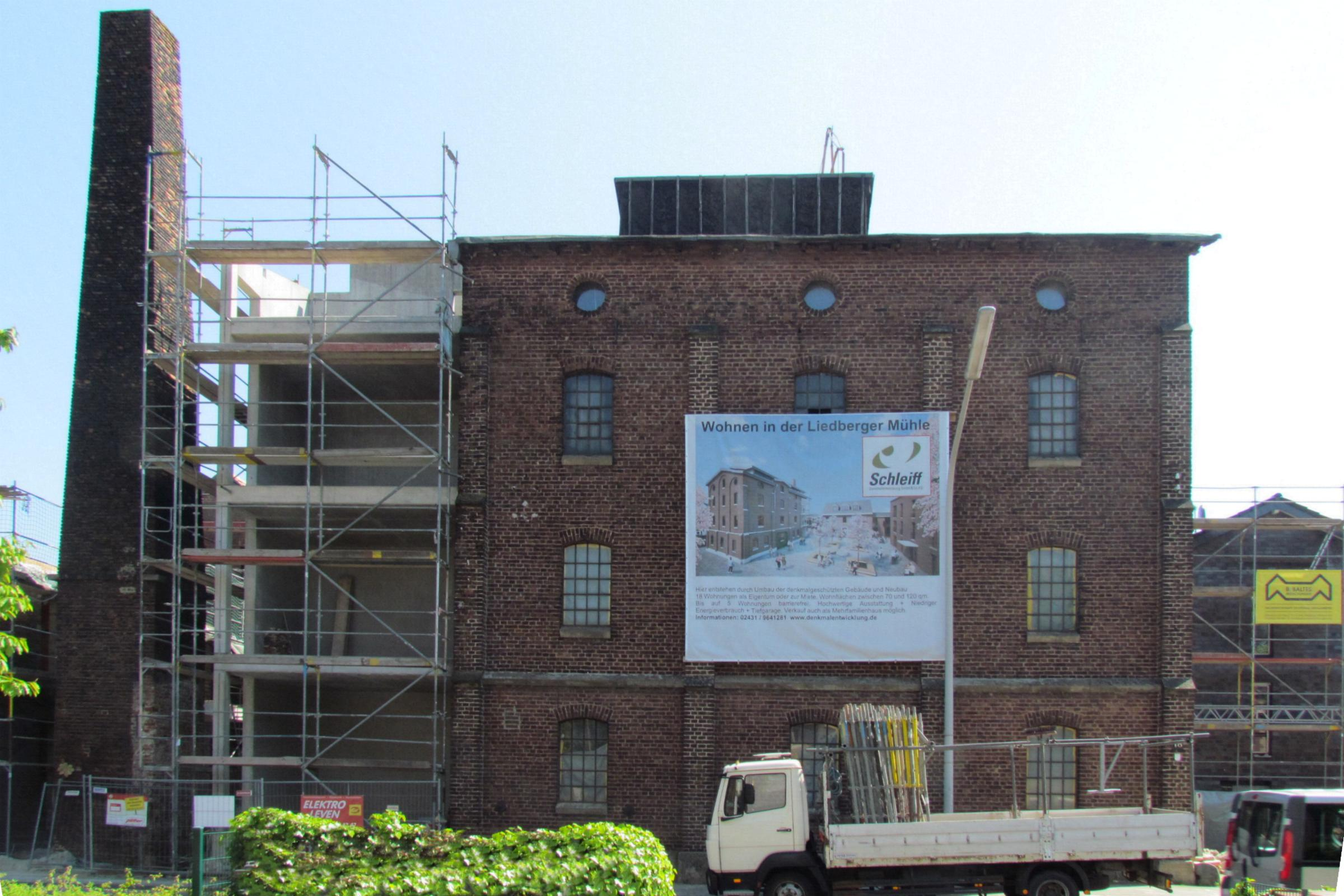
Wohnhaus und Fabrikationsgebäude

Das Wohn- und Fabrikgebäude An der Mühle 16 steht im Stadtteil Liedberg in Korschenbroich im Rhein-Kreis Neuss in Nordrhein-Westfalen.
Das Gebäude wurde 1848 erbaut und unter Nr. 185 am 18. Februar 1991 in die Liste der Baudenkmäler in Korschenbroich eingetragen.

## Architektur
Es handelt sich hier um ein Wohnhaus und ein dreigeschossiges Fabrikationsgebäude einer vierflügeligen Backsteinhofanlage aus dem Jahre 1848. Das dreigeschossige, in drei Achsen erstellte Fabrikationsgebäude ist aus Backstein mit Lisenengliederung. Das Wohnhaus ist zweigeschossig in fünf Achsen erstellt. Es ist mit Ganzglasscheiben versehen; die alte Holztüre mit verziertem Oberlicht ist noch erhalten.
Trotz geringfügiger Veränderungen haben diese Teile der Hofanlage ihr ursprüngliches
Erscheinungsbild erhalten. Diese Hofanlage erfüllt die Voraussetzungen des § 2 DSchG NW zur Eintragung in die Denkmalliste. Sie ist bedeutend für die Geschichte des Menschen als kulturgeschichtliches Zeugnis der Arbeits- und Wohnverhältnisse im 18. Jahrhundert und für Städte und Siedlungen im ortsgeschichtlichen Sinne. Für deren Erhaltung und Nutzung liegen wissenschaftliche, hier architektur- und siedlungsgeschichtliche Gründe vor.